# Professor Mamlock
Professor Mamlock es una adaptación cinematográfica de una obra literaria realizada por la DEFA, la empresa cinematográfica de la antigua República Democrática Alemana, dirigida por Konrad Wolf en 1961. Está  basada en una pieza de teatro homónima del escritor Friedrich Wolf, padre del director.

## Argumento
El profesor de origen judío Hans Mamlock, director de la clínica quirúrgica de una ciudad universitaria alemana, celebra con su familia y sus amigos la Nochevieja de 1932. Sus invitados son el editor de prensa, el doctor Werner Seidel, el director de banco Schneider y el médico jefe, el doctor Fritz Carlsen, con quien Mamlock luchó en el frente durante la Primera Guerra Mundial y que ahora trabaja bajo su mando en la clínica. Ellen, la mujer de Mamlock, y su hija Ruth también están presentes. Solo falta su hijo Rolf, un convencido comunista que esa noche había tenido una pelea con unos fascistas y, en consecuencia, un amigo suyo fue ingresado en el hospital de Mamlock a causa de una puñalada. Cuando Rolf llega a casa, solo tiene algunos rasguños, y su padre le ordena que los oculte ante su madre y que participe en la fiesta. La doctora Inge Ruoff aparece para anunciar a Rolf que uno de sus amigos ha sido ingresado y avisa a Mamlock que se hace necesaria una operación. En la fiesta Rolf el “bolchevique” le da un beso amistoso a Inge la “nazi”. Inge y el doctor Hellpach son dos de los nacionalsocialistas más acérrimos de la clínica.
El amigo de Rolf sabe que en su informe médico consta que ha sufrido heridas por motivos políticos, lo que podría conducirlo a la cárcel. El enfermero judío Simón y el doctor Carlsen expresan su preocupación y Mamlock finalmente escribe en el informe que el motivo de la lesión es un “accidente de Nochevieja”. Esto genera malestar al doctor Hellpach. Mamlock, por su parte, deja claro que esto no significa que no respete los derechos y las leyes de su país, no quiere implicarse en política. También quiere que en el futuro sólo haya médicos y  pacientes en su clínica y prohíbe las discusiones políticas.
Adolf Hitler es proclamado canciller del Reich, poco después se produce el incendio del Reichstag y se culpa a los comunistas de ello. En presencia de su hermano, Ruth se refiere a los agresores como “tu gente”. Al igual que su padre, ella se considera “intelectual” y, por tanto, ajena al debate político. Mamlock, por otro lado, quiere que Rolf abandone la política y que elija entre su familia o el comunismo. Así, Rolf abandona el hogar familiar. El editor Seidel advierte a Mamlock de que los políticos y judíos están siendo arrestados. Le aconseja que se esconda durante un tiempo, a lo que Mamlock se niega. Poco después se le prohíbe trabajar en la clínica. Mamlock confía en el apoyo del banquero Schneider, que sale en su defensa. Sin embargo, este también le aconseja que sea prudente, ya que cree que el revuelo acabará en unas semanas y todo volverá a la normalidad. Obligado a no hacer nada, Mamlock pasa las siguientes semanas en casa. La Ley Habilitante, por la que se cede todo el poder legislativo a Hitler, entra en vigor a comienzos de abril de 1933 y se prohíbe a los judíos trabajar en instituciones públicas. El doctor Hellpach, de las SA, se convierte en el nuevo director de la clínica. Considera que la clínica, bajo la dirección de Mamlock, ha quedado en un estado lamentable y despide a todos los médicos judíos, incluidos el doctor Hirsch y el profesor Mamlock. Hirsch abandona Alemania, lo que a Mamlock le parece un acto de cobardía. Cuando su hija Ruth llega de clase con la estrella de David marcada en la ropa, cuenta angustiada a sus padres que sus compañeros le han acosado en la escuela. Mamlock la acusa de mentir y quiere ir con ella al colegio. Piensa que el rechazo de su hija también es un acto de cobardía.
La prensa publica artículos contra Mamlock. Werner Seidel, que teme por su existencia, impide que se imprima defensa alguna de Mamlock. Los comunistas, por su parte, reparten panfletos y exculpan a Mamlock. Este se dirige a su clínica vestido de médico y es detenido a petición del doctor Hellpach. Con la palabra “judío” pintada en su bata blanca, los miembros de la SA llevan a Mamlock a su casa atravesando muchas calles y una fiesta de carnaval. Allí Ruth defiende a su padre. A la casa de Mamlock también ha llegado Ernst, un amigo de Rolf, para entregarle unas octavillas. Rolf es testigo de la humillación a la que se somete a su padre en la calle y corre a casa. Los informadores que esperan frente a su casa lo reconocen, saben que es un comunista perseguido, por lo que Ernst intercambia la ropa con Rolf y huye de la casa haciéndose pasar por él. Lo confunden con Rolf y lo detienen. Poco después, un líder de la unidad de asalto de las SA lo interroga y lo arroja por la ventana por lo que muere en el acto.
Ellen ha visto la detención de Ernst desde la ventana y cree que han detenido a Rolf. Sufre un infarto y Rolf llama a la clínica para pedir una ambulancia. Un empleado del hospital cree haber reconocido a Rolf por teléfono, y el doctor Hellpach quiere arrestarlo él mismo en su casa. Sin embargo, la  doctora Inge Ruoff, que acaba de llegar para atender a Ellen, abre la puerta y finge haber respondido ella misma a la llamada y no tener noticias de Rolf. Poco después, ayuda a Rolf a escapar, disfrazado de enfermero, mientras llevan a Ellen a la clínica.
El banquero Schneider es ingresado en la clínica para una operación de vesícula urgente. Insiste en que quiere que le opere Mamlock y el doctor Hellpach cede. Mamlock, aconsejado por su mujer y su hijo, está haciendo las maletas para huir al extranjero. Finalmente, decide volver a ejercer como médico, puesto que hay una ley que permite trabajar a los judíos en instituciones públicas siemprea y cuando hayan demostrado su valía en el frente. La mayoría del personal de la clínica recibe a Mamlock con los brazos abiertos. Cree que todo es como antes, hasta que poco antes de la operación del banquero le hacen firmar una lista de tres empleados judíos que serán despedidos por no haber combatido en primera línea. En señal de protesta apunta su propio nombre en la lista. Entonces el doctor Hellpach redacta un acta en la que se declara que el personal del hospital se niega a trabajar con Mamlock. Todos los presentes firman el acta a regañadientes, incluidos el doctor Werner Seidel y el doctor Fritz Carlsen. La doctora Inge Ruoff es la única que se niega. Mamlock se ve acorralado con el acta, que él también debe firmar, pero la rompe y se dispara con su pistola de la Primera Guerra Mundial. Moribundo, advierte a la doctora Ruoff que esa es su particular forma de rebelarse. Acto seguido, le pide que tome un camino diferente y que se despida de Rolf por él. Cuando el doctor Hellpach intenta dejar constancia de lo sucedido en una nueva acta, Ruoff le dice que no es necesario, ya que nadie olvidará nunca lo sucedido.

## Producción

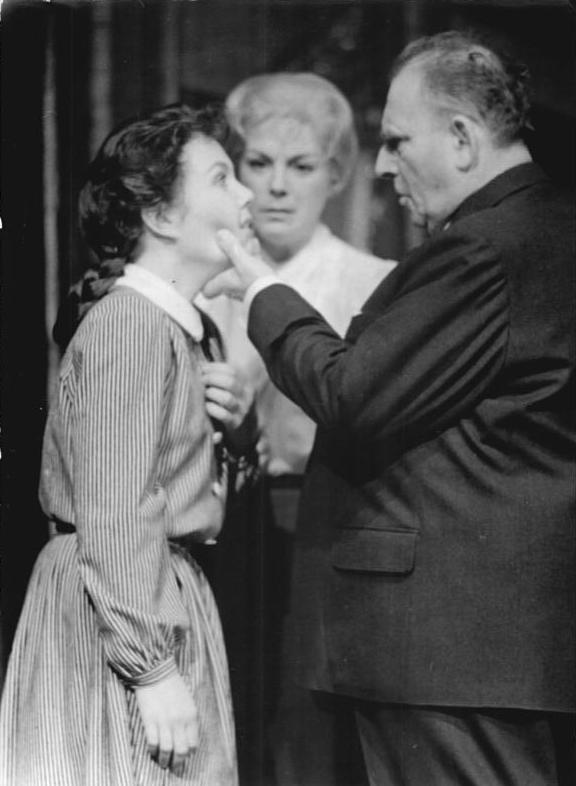
Ursula Burg (centro) y Wolfgang Heinz durante la representación de Professor Mamlock en el Teatro Alemán de Berlín en 1959.

El dramaturgo Friedrich Wolf escribió la obra Professor Mamlock en 1933 durante su exilio en Francia. Ya en 1938 fue llevada a la gran pantalla en la Unión Soviética por Adolf Minkin y Herbert Rappaport. El hijo de Wolf, Konrad Wolf, rodó la segunda adaptación cinematográfica entre 1960 y 1961. La carrera cinematográfica de Wolf se encontraba en ese momento estancada. Su polémica película, Los buscadores del Sol, había sido prohibida en 1958 y su último trabajo hasta la fecha en 1960, Leute mit Flügeln, había fracasado entre el público y la crítica. Con Professor Mamlock  intentó “mantener la calidad y el rigor”. Los críticos también consideran que la película es una "demostración de amor a su padre“.
El papel del profesor Mamlock lo interpreta Wolfgang Heinz, que en 1933 huyó a Austria y más tarde a Suiza debido a su origen judío. Heinz ya había interpretado al profesor Mamlock en una representación en el Teatro Alemán de Berlín en 1959. Al igual que en la adaptación cinematográfica, Ursula Burg interpreta a Ellen Mamlock.
Professor Mamlock se estrenó el 17 de mayo de 1961 en el cine Colosseum de Berlín, y dos días después en los cines de la RDA. Alrededor de 940 000 espectadores vieron la película. Se emitió por primera vez en la televisión de la RDA el 25 de enero de 1963 en el canal DFF 1, el primer canal de la televisión pública de la RDA y el 22 de octubre de 1971 pudo verse en el canal HR en la parte occidental.
Además de la banda sonora dirigida por Hans-Dieter Hosalla, también se pueden escuchar fragmentos del último movimiento de la Novena Sinfonía de Ludwig van Beethoven.
Will Brückner se encargó de la dramaturgia.

## Crítica
“La versión de Wolf se caracteriza por notables logros representativos y un sobrio realismo que prescinde por completo de efectos patéticos y capta de forma convincente la atmósfera de la época”, escribió Dieter Krusche en 1977.
Erika Richter consideró que “el ingenioso lenguaje de la cámara [...] confería a la película una sensación de agotamiento, faltaba el viento que soplaba a través de las imágenes, todo parecía un capítulo ya cerrado y poco personal”. Bernhard Wicki consideró que la película estaba “demasiado bien fotografiada”.
Para el portal de cine film-dienst, Professor Mamlock es una “adaptación cinematográfica de la obra teatral del mismo nombre que merece la pena ver [...] La interpretación, a cargo del exiliado judío Wolfgang Heinz en el papel de protagonista, es notable. La expresividad de la cámara disuelve la acción escénica y contribuye a sugerentes secuencias de escenas”.
La revista Cinema calificó Professor Mamlock de película opresiva y de “inquietante retrato de una persona apolítica’”.

## Premios

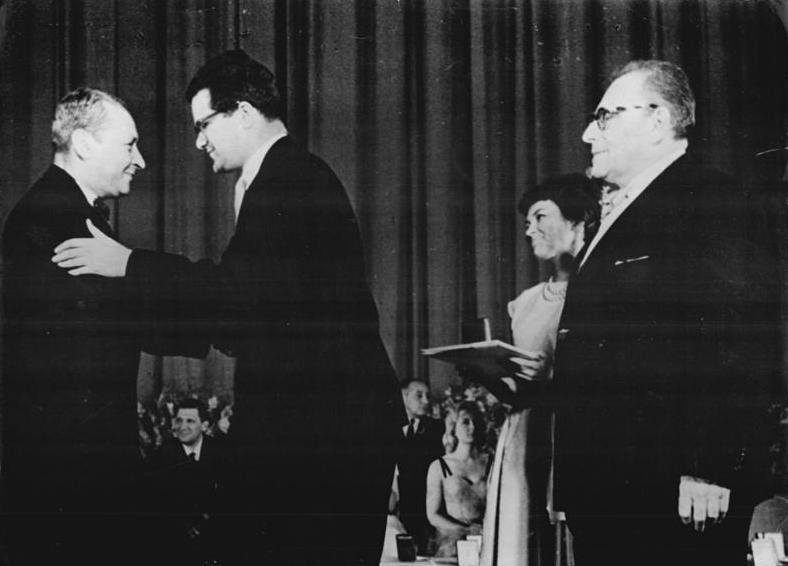
Konrad Wolf (centro) en la ceremonia de entrega de la medalla de oro por la película Professor Mamlock en el Festival Internacional de Cine de Moscú de 1961.

La película recibió una medalla de oro en el II Festival Internacional de Cine de Moscú en 1961 y fue nominada para el Gran Premio. En el II Festival Internacional de Cine de la India de 1961, la película fue galardonada con la Flor de Loto de Plata.

## Literatura
- Frank-Burkhard Habel: Das große Lexikon der DEFA-Spielfilme. Schwarzkopf & Schwarzkopf, Berlin 2000, ISBN 3-89602-349-7, p. 463–464.

## Enlaces
- Professor Mamlock en Internet Movie Database (inglés)
- Professor Mamlock en filmportal.de (alemán)
- Professor Mamlock en DEFA-Stiftung (alemán)